# Katedra św. Józefa w Sofii
Konkatedra św. Józefa w Sofii (buł. Катедрала „Св. Йосиф“) – rzymskokatolicka katedra znajdująca się w Sofii, stolicy Bułgarii. Od 2006 jest konkatedrą diecezji Sofijsko-Płowdiwskiej.
Katedra została zbudowana na miejscu wcześniejszej, która została doszczętnie zniszczona podczas ataku bombowego na Sofię podczas II wojny światowej. Katedra została uroczyście otwarta w maju 2006 roku w obecności Angela Sodano. Kamień węgielny pod budowę kościoła złożył papież Jan Paweł II podczas jego pielgrzymki do Bułgarii w 2002 roku.
Katedra posiada 350 miejsc siedzących, a sama w sobie może pomieścić ponad 1000 osób. Posiada 23 metry długości, 15 metrów szerokości i 19 metrów wysokości (z wieżą 33 metry).